# 渡辺直美 (漫画家)
渡辺 直美（わたなべ なおみ、6月23日 - ）は、日本の漫画家。

## 略歴
1984年、講談社の別冊少女フレンドでデビューし、別冊フレンドや別冊フレンドDXなどで執筆する。当時の作品の多くが読み切りで、1989年の『ワイルドでいこう!』や1990年の『ハレルヤ!』、1992年から翌年にかけて断続的に掲載された『カッコウの巣をさがして』など、連載は少ない。その後、1997年に創刊されたAmieへ移籍するが、同誌の休刊後には他社の女性向け漫画雑誌などへ活動の場を移した。
近年はハーレクインなどロマンス小説の漫画化も行なっている。

## 単行本

### 講談社
- きみに捧げるYES（1987年11月、ISBN 4-06-302716-3[1]）
- ジェネレーション序曲（1988年11月、ISBN 4-06-302750-3[2]）
- エデンのはてに（1989年10月、ISBN 4-06-302783-X[3]）
- ワイルドでいこう!（1990年10月、ISBN 4-06-302819-4[4]）
- ハレルヤ（1991年5月、ISBN 4-06-302842-9[5]）
- Winter Rose（1992年5月、ISBN 4-06-302878-X[6]）
- KISS ME KISS ME（1993年2月、ISBN 4-06-302907-7[7]）
- カッコウの巣をさがして（1993年8月、ISBN 4-06-302926-3[8]）
- 二重ラセン（1994年6月、ISBN 4-06-302955-7[9]）
- 天使のレプリカ（1995年6月、ISBN 4-06-302994-8[10]）
- 壊れた鏡の国（1996年4月、ISBN 4-06-303028-8[11]）
- HEAVEN'S DOOR（1997年10月、ISBN 4-06-340007-7[12]）
- 聖痕-impression-（全2巻[13]）

### ハーレクイン
- 仮面のささやき（原作：ナンシー・ウォレン（英語版）、2013年3月[14][15]）
- 密会の城（原作：トリッシュ・モーリ、2014年6月[16]）
- はかないキスに涙を添えて（原作：イヴォンヌ・リンゼイ、2015年8月[17]）
- 誘惑された夜（原作：ミランダ・リー、2016年8月[18]）

### その他
- ショッキング・ピンク（原作：エリカ・スピンドラー、小学館、全6巻[19]）
- LOVE HAZARD（秋田書店、2004年2月、ISBN 978-4253104746[20]）